# Juhász László (belsőépítész)
Juhász László (Újpest, 1906. szeptember 16. – Budapest, 1978. június 30.) magyar iparművész, belsőépítész, főiskolai tanár. A Köztársasági érem bronz fokozatának, a Munka Érdemrend arany fokozatának kétszeres kitüntetettje, a Magyar Képző- és Iparművészek Szövetségének, a Magyar Népköztársaság Művészeti Alapjának, a Magyar Építőművészek Szövetségének tagja és az Iparművészeti Tanács alapító tagja, a Magyar Iparművészeti Főiskola nyugalmazott tanára.

## Életpályája
Diákként (1927) csatlakozott Kassák Lajos szocialista kultúrcsoportjához, a Munka-körhöz. A Magyar Iparművészeti Iskola belsőépítő tagozatán Kaesz Gyula és Kozma Lajos tanítványa volt. 1927–1937 között tervezőépítészek irodáiban dolgozott: részt vett a Lillafüredi Nagyszálló, a Margitszigeti Nagyszálló építkezéseiben, a Palace és az Astoria Szálló átépítési munkáiban, kávéházak, kórházak berendezési tervezéseiben. 1937-ben a Budapesti Műbútorasztalosok Szövetségének tervezője és igazgatója volt. 1945 után több kiállítás kivitelezési munkáját irányította. 1948-ban a Mezőgazdasági Kiállítás tervezői kollektívájának művészeti vezetője volt. 1948–1957 között az Iparművészeti Főiskola belsőépítő tagozatán működött szakelőadóként, közben 1950–1957 között docensként. 1954–1976 között az Iparművészeti Tanács tagja, 1954–1968 között titkára volt. 1957-ben nyugdíjba vonult. 1962–1975 között az Iparművészet című folyóirat alapító-szerkesztője volt.
Lakberendezéseket, típusbútorokat tervezett. Megtervezte a Péterfy Sándor utcai Kórház és a Chemolimpex új székházának berendezését. Egyik alapító tagja az Urbanisztikai Társaságnak. Szakirodalmi munkássága jelentős.
Sírja a Farkasréti temetőben található (19/2-1-39).

## Családja
Szülei: Juhász Lajos és Gánay Matild Rossina voltak. 1936. április 28-án, Budapesten, házasságot kötött Pásztor Margittal.